# Гогенберги
Гогенберґи (Hohenberg) — старша гілка Лотарінгського дому, що не входила до числа Габсбургів через свою морганатичність. Це нащадки австрійського ерцгерцога Франца-Фердинанда та його нерівнонародженої дружини Софії Гогенберґ, вбитих у Сараєві влітку 1914 року. Після шлюбу Франца Фердинанда й Софії Хотек у 1900 році імператор Франц Йосиф відновив для неї стародавній титул Габсбургів світлійшої княгині Гогенберг, дозволив передати цей титул майбутнім дітям. Дітей цих було троє — Максиміліан (1902—1962), Ернст (1904—1954), та Софія (в шлюбі — графиня Ностіц; 1901—1990).

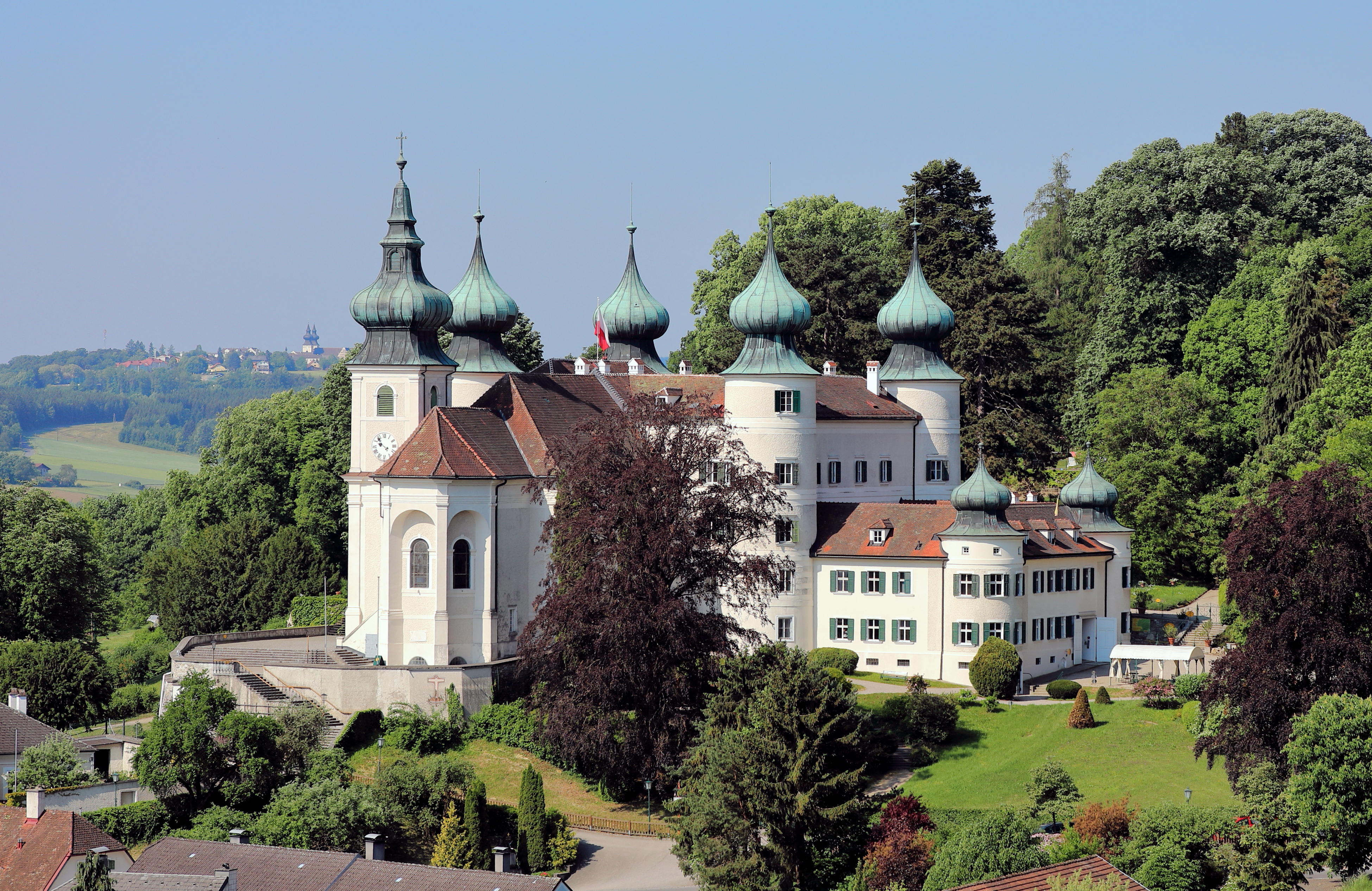
Замок Артштеттен — резиденція герцогів фон Гогенберґ

У 1909 році титул дружини Франца-Фердинанда було підвищено до герцогського, а у 1917 році імператор Карл I дозволив прийняти герцогський титул й осиротілим Максиміліану, Ернсту й Софії. Після Аншлюсу всі троє були переміщені до концтабору Дахау, де провели сім років до звільнення союзниками. До липня 2019 року главою роду був другий син Максиміліана від шлюбу з графинею Вальдбург — Георг Гогенберґ, кавалер ордену Золотого руна, колишній австрійський посол у Ватикані. Після його смерті главою роду став його син Ніколас Гогенберґ.
Через протести інших Габсбургів дружина Франца Фердинанда не могла бути похованою в імператорському склепі віденьської Капуцинеркірхе, тому ерцгерцог наказав підготувати для себе самого й дружини склеп у загородному замку Артштеттен. Там вони й були поховані після сараєвської трагедії. Артштеттен лишається основною резиденцією родини Гогенберґів.